# هادي بقدونس
هادي بقدونس موسيقي سوري من مواليد دمشق 1 كانون الثاني 1958

## تعليمه
- خريج المعهد العربي للموسيقى.
- تتلمذ على يد اليوناني إيليا ديمتروس، والروسية مارينا، والأرمني مهران، والأستاذ ميشيل عوض، للموسيقى الشرقية.[1]

## سيرته المهنية
- انتسب إلى نقابة الفنانين: 4 نيسان 1977
- عازف صولو في الاذاعة والتلفزيون منذ عام 1986.
- مؤسس وقائد فرقة النجوم للعزف.
- مؤسس فرقة الخماسي للموسيقى العربية عام 1996 والتي تقدم التراث الموسيقي العربي.

## وصلات خارجية
- صفحته على الفيسبوك